# Wildlife Film Festival Rotterdam
Wildlife Film Festival Rotterdam (WFFR) is een jaarlijks filmfestival met natuurfilms uit binnen- en buitenland. WFFR is het enige filmfestival in Nederland dat speciaal gericht is op het vertonen van films over de natuur, het milieu, biodiversiteit en klimaatverandering. 
WFFR is het initiatief gestart om nieuwe natuurfilms die jaarlijks wereldwijd worden gemaakt een podium te bieden in Nederland en om bewustwording bij het algemene publiek over de natuur te vergroten.

## Geschiedenis
De eerste editie van het festival vond in 2015 plaats in filmtheater Cinerama. Deze editie trok 2.100 bezoekers. Dit aantal groeide jaarlijks, met een recordaantal van 27.000 bezoekers in 2024.
Vanaf 2019 organiseerde WFFR ook een On Tour programma. De beste films van voorgaande edities waren hierbij in bioscopen door heel Nederland te zien. Vanwege Corona lockdowns moest dit programma in 2020 weer beëindigd worden.
In 2020 is WFFR naast een fysiek festival ook een online festival begonnen als gevolg van de Corona lockdowns. Hiermee kan het publiek ook tijdens en na het festival enkele weken lang thuis op de bank natuurdocumentaires kijken.   
In 2023 is WFFR een satellietlocatie in Wageningen gestart. De eerste editie hiervan vond plaats in Heerenstraat Theater waar ruim 800 bezoekers op af kwamen. In 2024 vond de satellieteditie van WFFR in Visum Mundi plaats met 1.355 bezoekers.  

## Locatie
Al sinds de eerste editie vindt het festival plaats in filmtheater Cinerama, Rotterdams oudste bioscoop, midden in het centrum van de stad. Deze locatie bestaat uit zeven zalen en maakt onderdeel uit van een monumentaal complex aan de Westblaak.

## Programma
Ieder jaar ontvangt WFFR veel nationale en internationale filmmakers. Zij zijn aanwezig bij de vertoning van hun film en voor het geven van een Q&A of nagesprek na afloop van de film.
Naast het vertonen van films aan volwassenen kent WFFR ook een educatieprogramma voor leerlingen van het basis- en middelbaar onderwijs. WFFR ontvangt jaarlijks ruim 2.000 leerlingen tijdens het festival op de doordeweekse dagen. Na afloop van het festival wordt dit programma voor alle leerlingen door heel Nederland ook online aangeboden.
WFFR is naast een filmfestival voor het publiek ook een ontmoetingsplek in Nederland voor de wildlife filmindustrie. Onder de naam WFFR for Professionals organiseert WFFR een programma vol workshops en lezingen voor mensen uit deze filmindustrie, tijdens de zogenaamde Industry Day. Ook worden er prijzen uitgereikt aan filmmakers als erkenning van hun werk. Elk jaar zijn er in 11 categorieën prijzen te verdelen. Deze prijzen worden tijdens de Flamingo Award Ceremonie feestelijk uitgereikt door de jury.

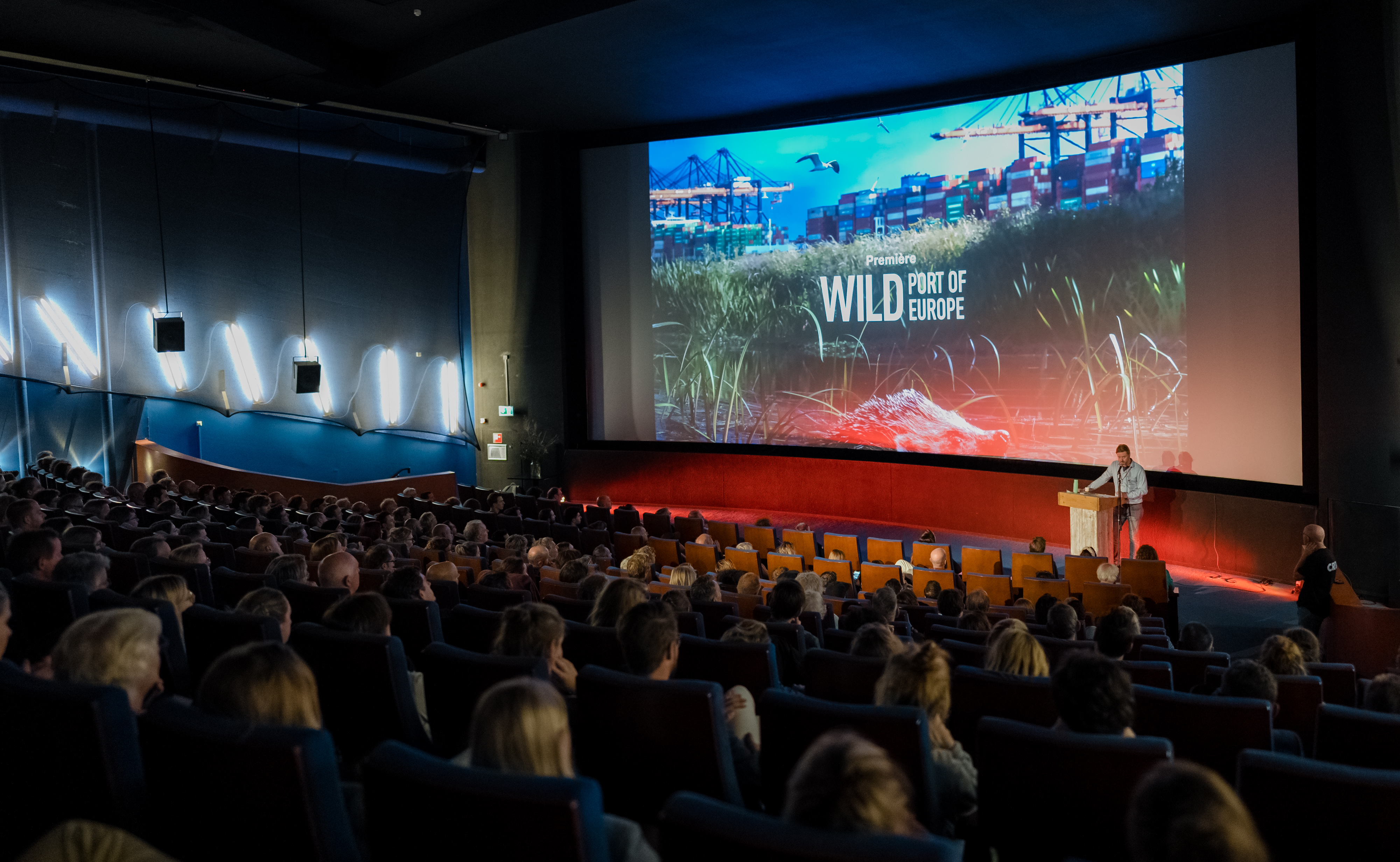
Opening WFFR 2022 door festivaldirecteur Raymond Lagerwaard

WFFR biedt naast het fysieke en het (betaalde) online festival ook gratis films aan. Op het YouTube kanaal van WFFR staat een selectie aan films van eerdere edities die gratis online bekeken kunnen worden.

## Jury

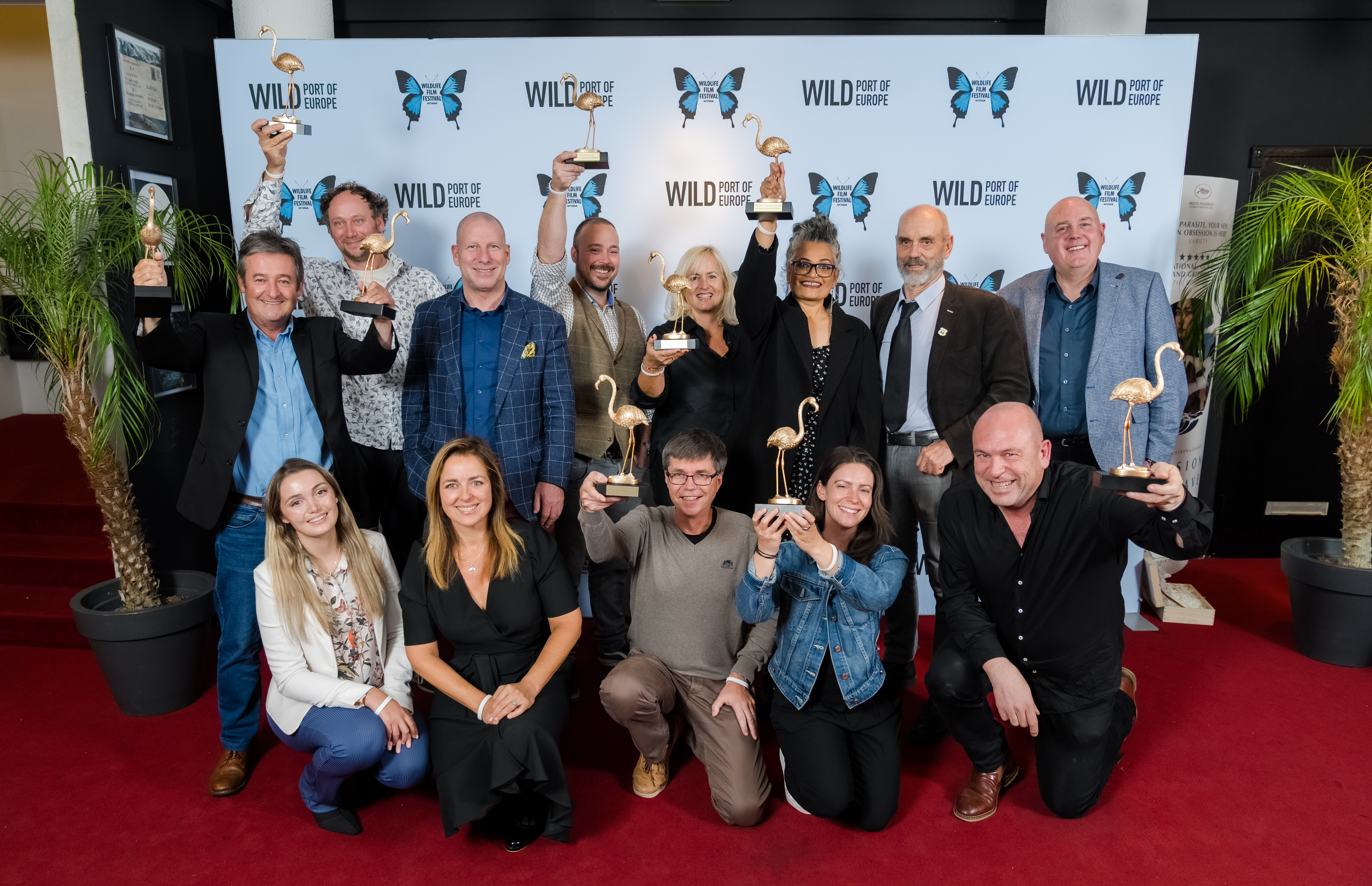
Winnaars WFFR 2022 samen met de jury

Elk jaar nodigt WFFR een nieuwe en deskundige jury uit om de genomineerde films te beoordelen en de uiteindelijke winnaars van de Flamingo Competitie bekend te maken.
| Jaar | Juryleden                                                                                       |
| ---- | ----------------------------------------------------------------------------------------------- |
| 2015 | Shariff Nasr, Arjan Postma, Jet Sol, Henk Groenewoud en Josephine Hamming                       |
| 2016 | Laurens de Groot, Martine Dubois, André de Baerdemaker, Marieke van der Lippe en Hilco Jansma   |
| 2017 | Andy Palmen, Aafke Braber, Cees van Kempen, Anneloek Sollart en Robbert Wolf                    |
| 2018 | Hanne Tersmette, Marc Damen, Liesbeth Gort, Frans Schepers en Michiel van den Bergh             |
| 2019 | Mildred Roethof, Christiaan van der Hoeven, Liliana Jauregui, Frans Schepers en Rachel Visscher |
| 2020 | Geen jury i.v.m. corona                                                                         |
| 2021 | Sacha de Boer, Camilla Dreef, Christiaan van der Hoeven, Kevin Groen en Marvin Groen            |
| 2022 | Marianne Thieme, Sterrin Smallbrugge, Luc Enting, Erik Zevenbergen en Edward Snijders           |
| 2023 | Auke-Florian Hiemstra, Kees Moeliker, Pieter-Rim de Kroon en Iris de Winter                     |
| 2024 | Bero Beyer, Arjan Dwarshuis, Aniek Moonen, Cees van Kempen, Marieke Schatteleijn                |

## Prijzen
WFFR deelt prijzen uit voor uitmuntende prestaties in 11 categorieën. Alle winnaars worden bekendgemaakt tijdens de Flamingo Award Ceremony in Rotterdam, die plaatsvindt op de zaterdagavond van het festival.

### Festival Grand Prix

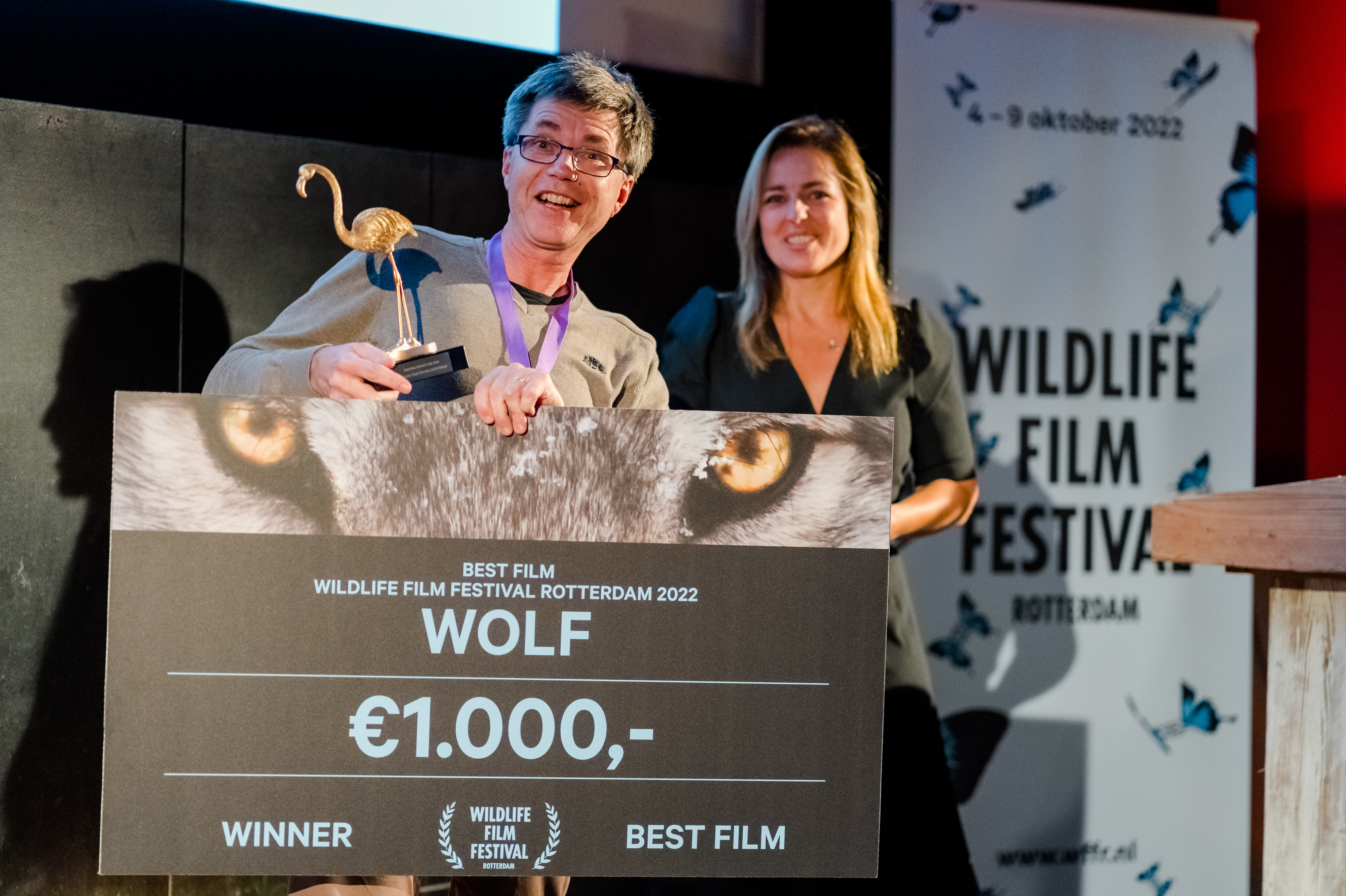
Winnaar Grand Prix WFFR 2022 Cees van Kempen

Toegekend aan de beste film op gebied van cinematografie, originaliteit, verhaallijn, muziek/voice-over en mate van impact. Onderdeel van de prijs is een geldbedrag. 
| Jaar | Film                                | Regisseur           | Land             |
| ---- | ----------------------------------- | ------------------- | ---------------- |
| 2015 | The Bat Man of Mexico               | Tom Mustill         | Groot-Brittannië |
| 2016 | David Attenborough’s Light on Earth | Joe Loncraine       | Groot-Brittannië |
| 2017 | Giraffes: Africa’s Gentle Giants    | Tom Mustill         | Groot-Brittannië |
| 2018 | Queen without Land                  | Asgeir Helgestad    | Noorwegen        |
| 2019 | Norway’s Magical Fjords             | Jan Haft            | Duitsland        |
| 2020 | On Thin Ice                         | Henry M. Mix        | Duitsland        |
| 2021 | Silence of the Tides                | Pieter-Rim de Kroon | Nederland        |
| 2022 | Wolf                                | Cees van Kempen     | Nederland        |
| 2023 | North Atlantic - The Dark Ocean     | Ken O'Sullivan      | Ierland          |
| 2024 | De Wilde Noordzee                   | Mark Verkerk        | Nederland        |

### Beste Korte Film
Toegekend aan de beste film op gebied van cinematografie, originaliteit, verhaallijn, muziek/voice-over en mate van impact, met een maximale lengte van 30 minuten.

### Beste Cinematografie
Toegekend aan de film met de beste prestatie op het gebied van cinematografie.

### Animal Behaviour Award
Toegekend aan de film die het beste inzicht geeft in het gedrag van, of de interacties tussen, dieren.

### Awareness Award
Toegekend aan de film die op de meest doeltreffende wijze het bewustzijn met betrekking tot dierenkwesties vergroot.

### Van Lawick Conservation Award

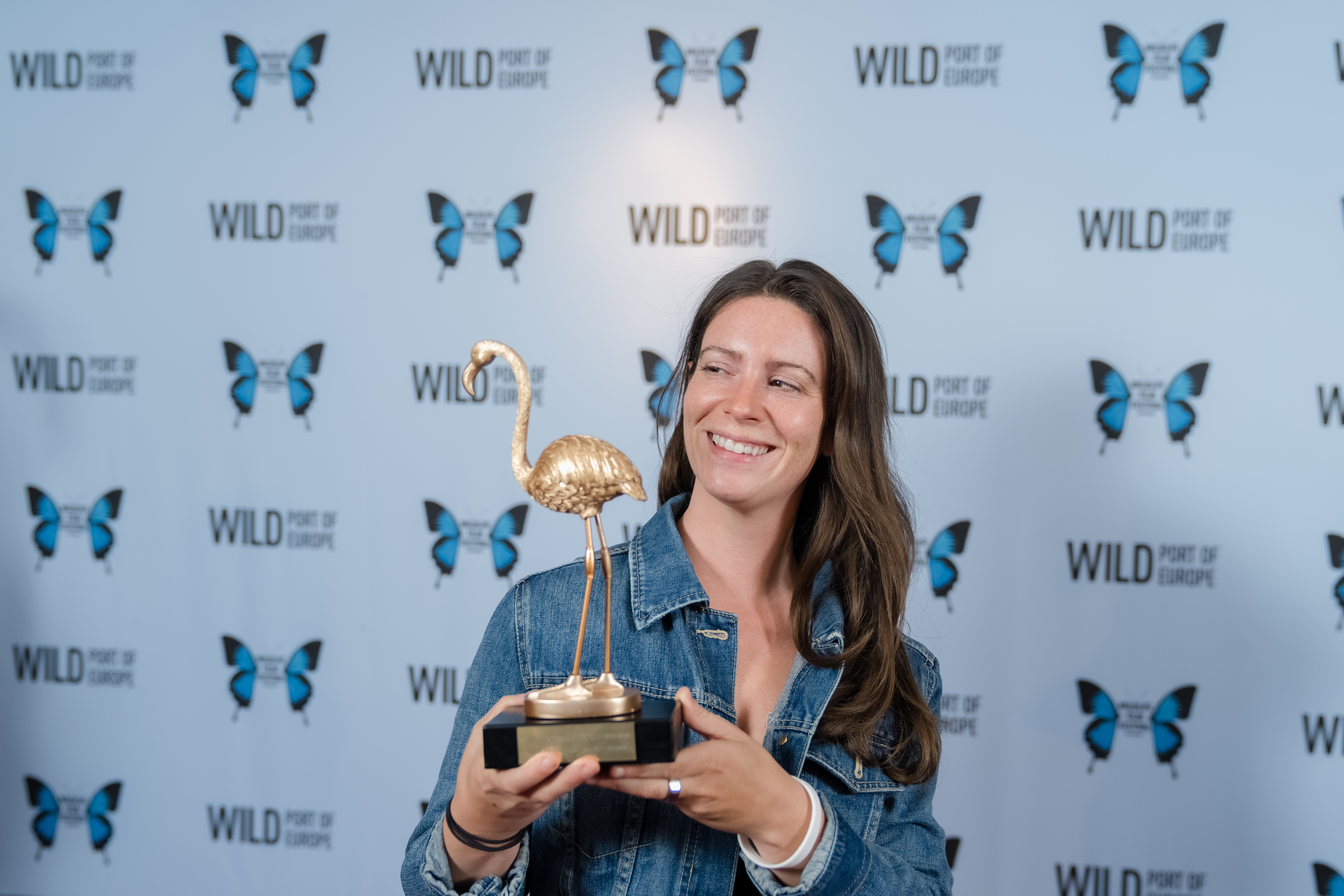
Winnaar Conservation Award WFFR 2022 Elizabeth Unger

Toegekend aan de film die het meest effectief bijdraagt aan de bewustwording van actuele en relevante natuurbehoudsvraagstukken.
Hugo van Lawick (1937 – 2002) was een Nederlandse natuurfilmer met meer dan 40 films achter zijn naam. Ook is hij winnaar van 8 Emmy Awards. Hugo heeft met zijn films veel bijgedragen aan de kennis over natuurbehoud. Hij was de eerste Nederlandse filmmaker die natuurfilms in de bioscoop vertoonde (Serengeti Symphony en The Leopard Son). Hugo is getrouwd geweest met Jane Goodall en samen woonden zij in Afrika. Het onderzoek van Goodall en de films van Van Lawick hebben veel bijgedragen aan de kennis over chimpansees. Om zijn nalatenschap te eren verbindt WFFR sinds 2019 zijn naam aan de Conservation Award.

### People & Nature Award
Toegekend aan de film die de sociale, culturele of economische relatie tussen mens en natuur op de meest doeltreffende wijze verkent.

### Beste Film voor Kinderen
Toegekend aan de film die kinderen en jongeren op de meest doeltreffende wijze inspireert tot waardering voor de natuurlijke wereld.

### Award voor Beste Nieuwkomer
Toegekend aan de beste film die is geproduceerd door een filmmaker die voor het eerst een film maakt.

### Award voor Beste Onafhankelijke Productie

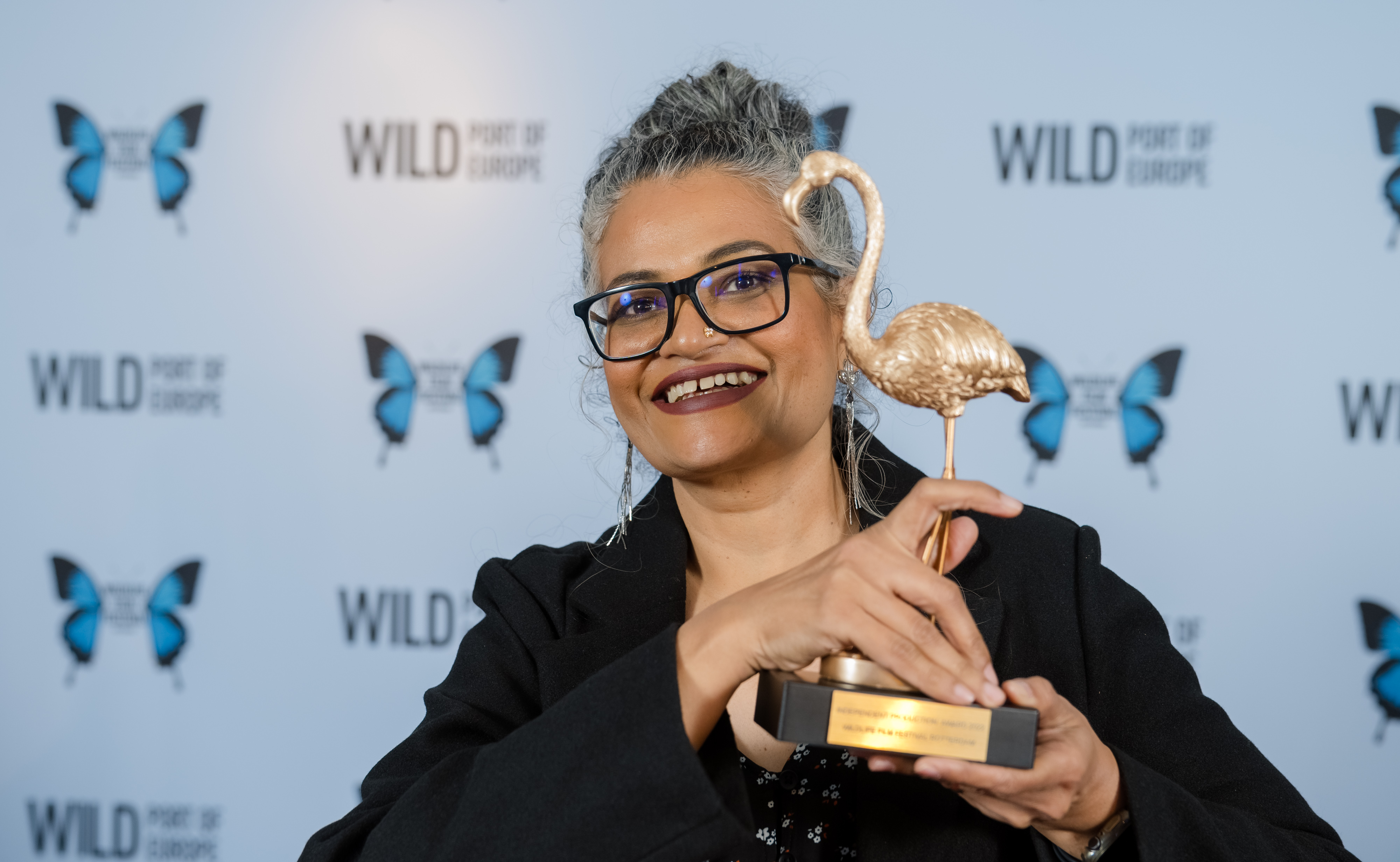
Winnaar Onafhankelijke Productie WFFR 2022 Rajani Mani

Toegekend aan de beste, zelf gefinancierde en niet in opdracht gemaakte film over natuur, milieu en/of dieren die onafhankelijk van tv-stations of andere derden is geproduceerd.

### Publieksprijs
De prijs voor de beste film gekozen door het festivalpubliek.